# Yolngu Matha
Yolŋu Matha är en språkgrupp som talas av Yolngufolket (Yolŋu), som är ett aboriginskt folk i nordvästra Arnhem Land i norra Australien (Yolŋu = folk, Matha = språk). En känd förespråkare för språket som talas av cirka 3 000 personer var sångaren och musikern Geoffrey Gurrumul Yunupingu.

## Grundläggande fraser
| Yolnguska       | Svenska     |
| --------------- | ----------- |
| Gaga            | Hej         |
| Märr-ŋamathirri | Välkommen   |
| Nhämirri nhe?   | Hur mår du? |
| Ga'             | Tack        |
| Yok             | Ja          |
| Yaka            | Nej         |